# Kai Boham
Kai Boham (Amsterdam, 18 juli 2003) is een Nederlands-Indonesisch voetballer die bij voorkeur als centrale verdediger speelt. Hij staat sinds januari 2025 onder contract bij Phuket Andaman FC.

## Carrière
Boham speelde in de jeugd van AFC Amsterdam en Almere City. Bij laatstgenoemde werd hij op 16-jarige leeftijd doorgeschoven van de onder 17 naar de onder 21 jaar. Deze ontwikkelingen bij Almere City werden opgemerkt door verschillende voetbalclubs en zo ook door de PSSI. Zo werd Boham in juni 2022 door de Indonesische voetbalbond uitgenodigd om in Toulon met de jeugd van Indonesië oefenwedstrijden te spelen. Boham liet met een doelpunt in zijn eerste minuten een goede indruk achter bij de PSSI en werd mede hierdoor in juli 2022 opnieuw uitgenodigd door de Indonesische voetbalbond om wedstrijden voor de jeugd van Indonesië te spelen. Ditmaal reisde Boham af naar Jakarta om daar oefenwedstrijden te spelen.
In juli 2023 verruilde Boham de jeugdopleiding van Almere City voor de jeugdopleiding van Testar.
Bij Telstar moest Boham zich het eerste elftal in vechten door zich te laten zien bij jong Telstar, waarmee hij in seizoen 2023/24 in de beker na verlenging tegen jong FC Volendam de halve finale misliep.
Na een seizoen in de onder 21 van Telstar kwam hij niet voor in de plannen van het eerste team en dus verliet hij de club. De eerste helft van het seizoen 2024/25 zat Boham zonder club en was hij op stage bij diverse Europese en Aziatische teams, zo kreeg hij in de winterstop dan ook een contract aangeboden bij Phuket Andaman FC, dit is een club die uitkomt op het 3e niveau van Thailand in de Southern Thai League 3.
Op 9 februari 2025 maakte Boham zijn officiële debuut voor het eerste elftal van Phuket Andaman FC dit deed hij in een uitwedstrijd in de Thai League 3 tegen Pattani FC. Hierna speelde Boham in seizoen 2024/25 nog 4 wedstrijden voor Phuket, in zijn tweede wedstrijd scoorde hij direct zijn eerste doelpunt met het hoofd. Aan het eind van het seizoen hield hij in 2 van de 5 wedstrijden de nul, stond 4 keer in de basis, speelde in totaal 302 minuten voor de Thaise club, en mede door een sterk optreden in zijn laatste wedstrijd van het seizoen handhaafde Phuket professioneel voetbal dit door een penalty in de laatste minuut van extra tijd. Phuket won de wedstrijd met 0-1 uit bij FC Yala en zo kwamen ze met 1 punt boven de stadsgenoot van FC Yala, Yala City te staan die degradeerde naar het 4e en niet professionele Thaise niveau, terwijl Phuket in het seizoen 2025/26 weer mag uitkomen op het derde Thaise niveau.